# Акіяма Сімое
Сімое Акіяма (яп. 秋山シモエ; 19 травня 1903, Наґоя, префектура Айті, Японія — 29 січня 2019, Наґоя, префектура Айті, Японія) — японська повністю верифікована супердовгожителька. Була найстарішою нині живою мешканкою префектури Айті, другою найстарішою людиною в Японії і третьою найстарішою повністю верифікованою людиною в світі. Проживала у місті Наґоя, префектура Айті, Японія.

## Рекорди довголіття
- 19 травня 2017 року відсвяткувала 114-річчя;
- 10 березня 2018 року - увійшла в список 50 найстаріших повністю верифікованих людей в історії;
- 2 травня 2018 року - увійшла в список 45 найстаріших повністю верифікованих жінок;
- 19 травня 2018 року - відсвяткувала 115-річчя;
- 6 липня 2018 року - стала четвертою в списку нині живих повністю верифікованих довгожителів;
- 22 липня 2018 року - стала третьою в списку нині живих повністю верифікованих довгожителів;
- Станом на червень 2019 року займає 24 місце у списку найстаріших повністю верифікованих людей в історії.